# 全て緑になる日まで
『全て緑になる日まで』（すべてみどりになるひまで）は、大島弓子による日本の漫画作品。『別冊少女コミック』（小学館）1976年2月号に、前号に発表された『ヨハネがすき』と二か月連続して掲載された。
主人公のレージデージのかわいらしいファッション、煉瓦造りの美術大学、青い繪の具のエピソードなどの、華やかで繊細な小道具や背景に大島弓子の作品へのこだわりが見え、「腐女子」や「萌え」などの言葉がない時代に、レージデージが「自分の好きな少年にもしも男の恋人がいたら」と妄想するなど、その概念が描かれている作である。
雑誌掲載の見開きの扉絵は原画展覧会で紛失され、単行本に収録されたものは新たに描き直されたものである。そのため、描かれた年月日が記されている。

## あらすじ
ランドレス王国は石油資源に恵まれておらず、観光を産業としている貧しい小国であった。レージデージ石油会社は得意先のアラビア王国から高値での石油取引を強いられ、苦境にあえいでいたが、ライバルのコンスタン石油会社により政略結婚によって経営の立て直しを提案されていた。
レージデージ石油会社の令嬢、レージデージは同じ美術大学に通うマリオンと相思相愛の仲であったが、会社の危機を見兼ねて彼のプロポーズを断ろうとしていたが、その勇気が出ずに友人のヴァージニアに電話をかけていた。ヴァージニアがいうのは、マリオンが男色家で、道端を歩いている少年がいたらトリステスという名前をつけ、彼の恋人だと思い込むことで諦めがつく筈だ、と提案する。たまたまその名にふさわしいような少年を見かけたレージデージは、その足でマリオンの家に向かうが、マリオンの家にはそのトリステスが来客として滞在していたのであった。妄想が現実化しそうになったレージデージは、マリオンに道を踏み外させないようにすべく、奮闘する。

## 登場人物
レージデージ・クロステッチ
主人公で、レージデージ石油会社の令嬢。マリオンと知り合ったのは美術大学試験で青い瓶を写実的に描写するという課題で、青絵の具を持ち合わせておらず、絶望していた際に青絵の具を投げ落としてくれたことがきっかけ。父親の会社のことで彼との別れを決意しようとしていた矢先に出会ったトリステスがかどわかしに合いそうになっていたところを助けるが、そのトリステスとマリオンのアパートの部屋で再会し、いい雰囲気なのを見て、マリオンが後ろ指をさされて生きることのないようにと、二人の仲を引き裂いてからマリオンと別れることにする。だが、マリオンがトリステスをいとことして紹介したのが嘘だと知り、また彼の部屋で少女として描かれているのを見て、逆に二人の仲を取り持つように考えを改め、自分はコンスタン石油会社の子息との結婚を決める。
名前の由来は、フランス刺繍のテクニックより。
マリオン・ロダン
レージデージの恋人。トリステスをいとことして彼女に紹介するが、レージデージの父親が言うところによると、天涯孤独の身の上。モチーフについて考える際に、ときどきぼーとすることがあり、バケツや椅子にも魂があると信じている。モーツァルトの四十番が好きである。マリオンの結婚式に無一文で列車に乗り込み、結婚を阻止しようとする。
トリステス
マリオンのことが好きな、巻き毛でさらさら髪の謎の少年。上述のように「トリステス」はヴァージニアがつけた仮名で、本名ではない。人攫いに連れていかれそうになっているところをレージデージに助けられ、直後にマリオンの部屋でマリオンのいとことして再会する。大学の絵のモデルになったりする。夢は日曜日に掃除をしたり、寝巻きで過ごせる仕事や花の中で過ごせる仕事だとレージデージには答えるが、実は女の子になって洋服屋をはしごしたり、男の子の応援をしたりすることであった。
名前の由来は、フランソワーズ・サガンの『悲しみよこんにちは』の冒頭の詩の「Adiew tristess, Bonjour tristess」（悲しみよさようなら、悲しみよこんにちは）によるものと思われる。
ヴァージニア
レージデージの親友。男になって男を愛することが夢。
レージデージの父
レージデージ石油会社の社長。娘の幸せを考え、マリオンとの仲を認めようとしたが、彼が娘に告げたことが、レージデージの疑念をうむことになる。娘に、王国では離婚は認められていないことを告げ、娘の決心を確かめていた。
コンスタン石油会社の社長の息子
レージデージとマリオンの姿を見て、罪に問われることを承知でレージデージとの離婚を申し出る。父親の会社の規模拡大を冷ややかな目で見つめていた。
ジュラ王女
ランドレス王国の王女。アラビア王国の国王カエサルと婚姻する。

## 単行本
- 『F式蘭丸』 朝日ソノラマ、サンコミックス（1976年9月25日刊）
  - 収録作品 -『F式蘭丸』・『全て緑になる日まで』・『季節風にのって』・『なごりの夏の』
- 『大島弓子名作集』朝日ソノラマ（1977年5月25日刊）
  - 収録作品 -『夏の夜の夢』・『野イバラ荘園』・『ほたるの泉』・『海にいるのは…』・『花・花!ピーピー草…花!』・『ほうせんか・ぱん』『キララ星人応答せよ』・『すべて緑になる日まで』・『ユーミン』・『ジョカヘ……』・『ミモザ館でつかまえて』
- 『大島弓子選集第6巻  全て緑になる日まで』朝日ソノラマ（1986年1月31日刊）
  - 収録作品 -『全て緑になる日まで』・『アポストロフィーS』・『ローズティーセレモニー』・『おりしもそのときチャイコフスキーが』・『七月七日に』・『きゃべつちょうちょ』・『さようなら女達』
- 『全て緑になる日まで』白泉社、白泉社文庫（1996年12月18日刊）
  - 収録作品 -『F式蘭丸』・『10月はふたつある』・『リベルテ144時間』・『ヨハネがすき』・『全て緑になる日まで』・『アポストロフィーS』